# Абу Хатім Юсуф ібн Абу'л Якзан
Абу Хатім Юсуф ібн Абу'л Якзан (араб. أبو حاتم يوسف بن محمد الحكم; д/н — 906) — 6-й імам Держави Рустамідів в 894—897 і 901—906 роках.

## Життєпис
Син імама Абу'л-Якзана Мухаммеда. 894 року після смерті батька посів трон. Втім частина ібадитів не сприйняла цього. 896 року бербери-нафуза в битві біля Ману (на південь від Габеса) зазнали нищівної поразки від Аглабідів, внаслідок чого було втрачено Триполітанію. Це спричинило повстання на чолі із його стрийком Якубом, якого підтримали бербери-хавара. Зрештою Юсуфа було повалено.
901 року за підтримки берберів-зувага повалив Якуба, відновившись на троні. Втім Юсуф дедалі менше впливав на ситуацію, де берберські племена почали між собою війну. Водночас поступово невдоволення викликало те, що імам призначав на посади неібадитів. Зрештою 906 року Юсуфа повалено й страчено. Новим імамом став його брат Якзан.